# Berlandiera
Die Pflanzengattung Berlandiera gehört zur Unterfamilie der Asteroideae in der Familie der Korbblütler (Asteraceae). Der botanische Gattungsname ehrt den französischen Erforscher Mexikos und Texas Jean Louis Berlandier (1803 oder 1805–1851). Die Heimat der Berlandiera-Arten ist Nordamerika: USA und Mexiko.

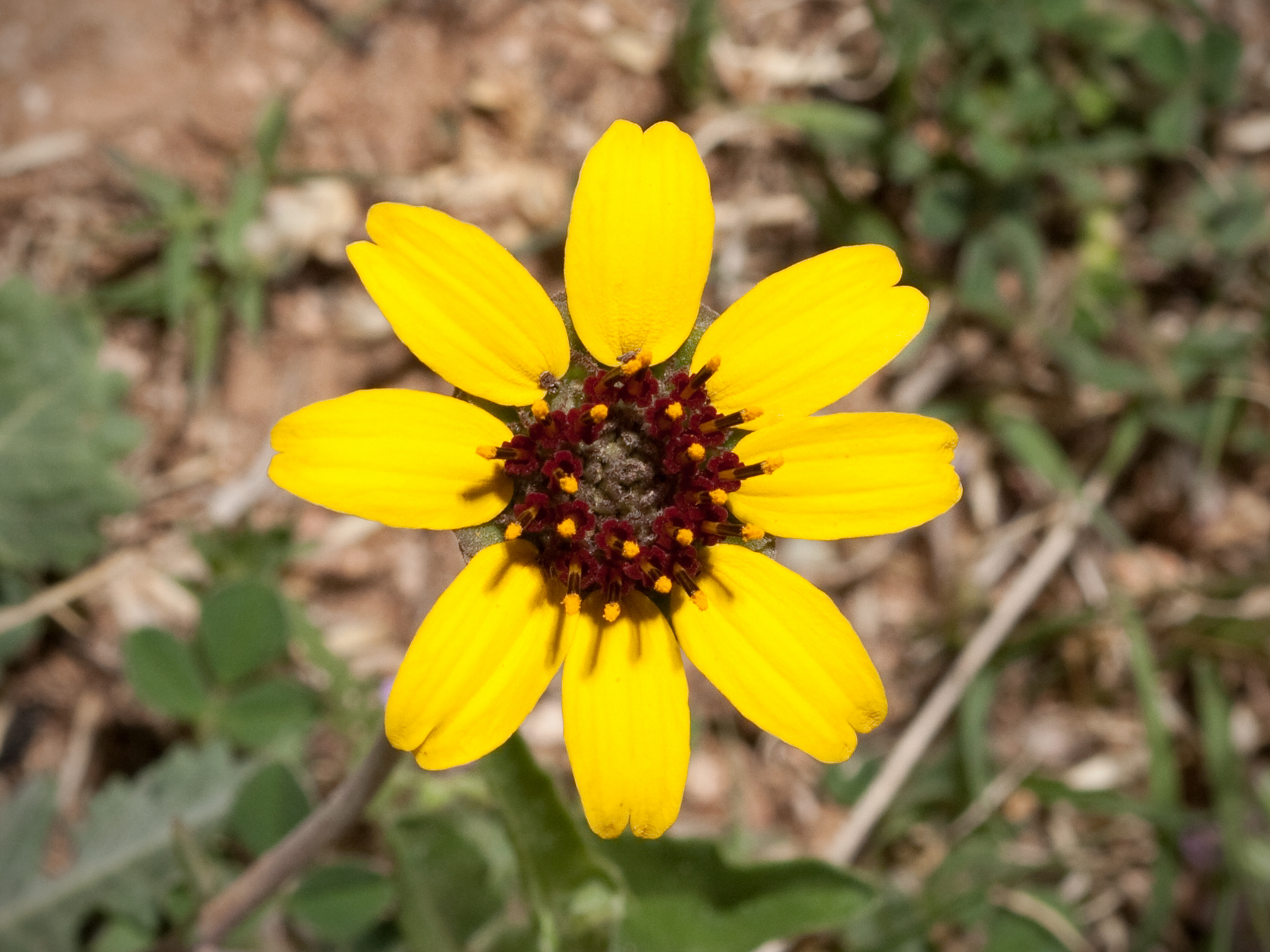
Körbchenförmiger Blütenstand der Schokoladenblume (Berlandiera lyrata)

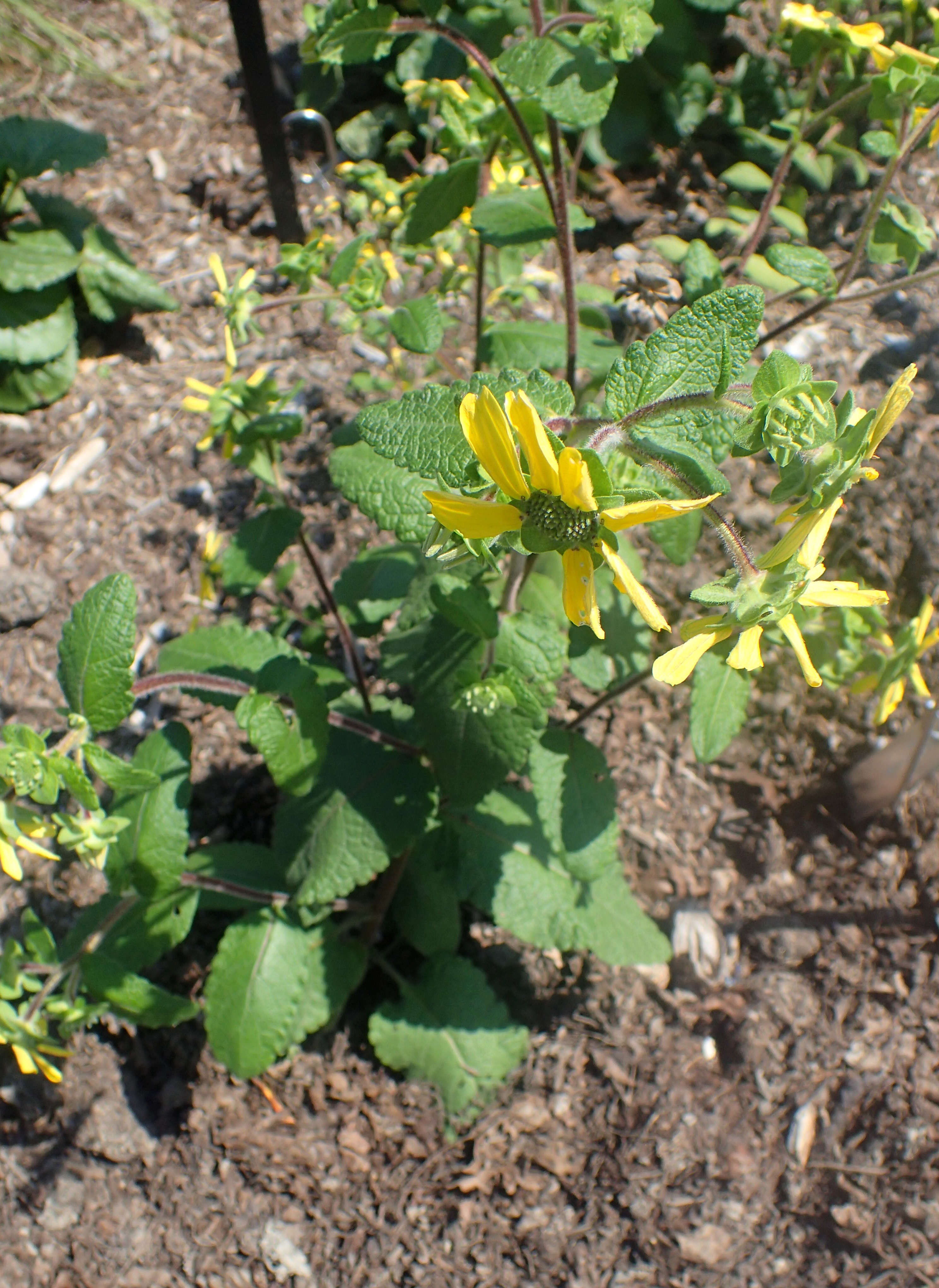
Berlandiera texana

## Beschreibung
Berlandiera-Arten sind ausdauernde krautige Pflanzen bis Halbsträucher, das bedeutet manchmal verholzt die Pflanze etwas an der Basis. Sie erreichen Wuchshöhen von 8 bis 120 cm. Sie bilden oft Pfahlwurzeln. Grüne Pflanzenteile sind meist behaart. Die Stängel sind aufrecht bis kriechend und meist verzweigt. Die wechselständigen Laubblätter sind gestielt oder ungestielt. Die Blattspreiten sind je nach Art einfach bis fiederteilig.
Einzeln oder in verzweigten Gesamtblütenständen werden körbchenförmige Blütenstände gebildet. Die Blütenkörbchen weisen einen Durchmesser von 12 bis 30 mm auf. Die meist 14 bis 22 Hüllblätter stehen in zwei bis mehr als drei Reihen. Der Blütenstandsboden ist walzenförmig. Es sind Spreublätter vorhanden. Jedes Blütenkörbchen enthält meist acht (zwei bis 13) Zungen- und 80 bis mehr als 200 Röhrenblüten. Die weiblichen und fertilen Zungenblüten (= Strahlenblüten) sind gelb bis orange-gelb; auf der Unterseite grün oder rot bis kastanienfarben oder nur mit neun bis zwölf Nerven in diesen Farben. Die funktional männlichen Röhrenblüten (= Scheibenblüten) sind gelb oder rot bis kastanienfarben.
Die schwarzen, behaarten Achänen besitzen nur einen kranzförmigen Pappus oder er fehlt ganz.

## Systematik
In der Gattung gibt es etwa elf Arten, inklusive drei Hybriden. Sie sind alle in Nordamerika und Mexiko beheimatet:
- Berlandiera basalaris B.L.Turner: Sie kommt in den mexikanischen Bundesstaaten Nuevo León und Tamaulipas vor.[2]
- Berlandiera burroana B.L.Turner: Sie kommt im mexikanischen Bundesstaat Coahuila vor.[2]
- Schokoladenblume (Berlandiera lyrata Benth.)
- Berlandiera macvaughii B.L.Turner: Sie kommt in New Mexico und Texas vor.[2]
- Berlandiera monocephala (B.L.Turner) Pinkava: Sie kommt in Arizona und in Mexiko vor.[3]
- Berlandiera pumila (Michaux) Nutt.: Sie kommt in Texas, Alabama, Florida, Georgia und South Carolina vor.[4]
- Berlandiera subacaulis (Nutt.) Nutt.: Sie kommt in Florida vor.[3]
- Berlandiera texana DC.: Sie kommt in Kansas, Oklahoma, Missouri, Texas und Arkansas vor.[4]

Und die Hybriden:
- Berlandiera × betonicifolia (Hook.) Small = Berlandiera texana × Berlandiera pumila: Sie kommt in Texas und Louisiana vor.[4]
- Berlandiera × humilis Small = Berlandiera pumila × Berlandiera subacaulis: Sie kommt in Florida vor.[3]
- Berlandiera × macrophylla (A.Gray) M.E.Jones = Berlandiera lyrata × Berlandiera monocephala: Sie kommt in Arizona und im mexikanischen Bundesstaat Sonora vor.[3]